# Charles Auguste de Bériot
Charles Auguste de Bériot (20. února 1802 Lovaň – 8. dubna 1870 Brusel) byl belgický houslista a hudební skladatel.

## Život
Narodil se v Lovani, kde je dnes na jeho počest po něm pojmenována ulice. V roce 1810 se přestěhoval do Paříže, kde studoval hru na housle u Jean-François Tibyho, žáka Giovanni Battistu Viottiho. Později spolupracoval se skladatelem Pierrem Baillotem, ale nepřebral všechny jeho názory a při své výuce byl silně ovlivněn Paganinim.
Později sloužil jako komorní houslista u Karla X. nebo Viléma I. Nizozemského a s velkým úspěchem podnikal cesty do Londýna, Paříže a dalších velkých hudebních center tehdejší Evropy. Kromě hry na housle byl také virtuosním pianistou.
Žil společně s operní zpěvačkou Marii Malibranovou, v roce 1833 spolu měli dítě, kterým byl Charles-Wilfrid de Bériot, klavírní profesor, kromě jiného učitel Maurice Ravela, Ricarda Viñese nebo Enriqua Granadose. Vzali se v roce 1836, když se Malibranové podařilo dosáhnout anulaci jejího předchozího sňatku. Při té příležitosti napsal Felix Mendelssohn-Bartholdy speciálně pro tento pár árii s doprovodem sólových houslí. Nicméně, pěvkyně zemřela v tom samém roce na následky zranění, způsobeného nešťastným pádem z koně.
Po smrti své manželky Bériot bydlel v Bruselu a veřejně koncertoval pouze v malé míře. Přesto v roce 1841 odešel na turné do Německa, kde potkal Marii Huberovou, dceru vídeňského úředníka a oženil se s ní. Byla sirotkem a adoptivní dcerou prince von Dietrichštejn, biologického otce významného skladatele Sigismonda Thalberga. Marie a de Bériot se potkali v kavárně v rodném městě, Lovani. Stali se z nich přátelé a oba spolu velmi dobře hráli na klavír.
V roce 1841 zemřel v Paříži ve věku 71 let Pierre Baillot, jeho dřívější učitel, a jeho učitelské místo na Pařížské konzervatoři bylo nabídnuto právě Bériotovi. Tuto nabídku odmítl, přesto se ale v roce 1843 stal vedoucím instruktorem hry na housle na Královské bruselské konzervatoři, kde založil francouzsko-belgickou školu houslové hry.
V roce 1852 z důvodu vážných potíží se zrakem odešel a později, v roce 1858 úplně oslepl. Ochrnutí jeho levé ruky v roce 1866 pak úplně ukončilo jeho kariéru.
Mezi jeho významné žáky patří například Hubert Léonard, Henri Vieuxtemps nebo Heinrich Wilhelm Ernst.

## Kompoziční činnost a skladby
Složil velké množství hudby pro housle, včetně deseti koncertů. Ačkoli jsou k slyšení pouze zřídka, jeho výuková díla se k houslové výuce využívají pořád.
Jeho průkopnická houslová technika a romantický kompoziční styl dělají z jeho koncertů a etud důležitý stupeň pro studenty, usilující o získání pevného základu před studiem hlavních koncertů hudebního romantismu. Nejoblíbenější jsou jeho Koncert č. 9 a moll op. 104 a Koncert č. 7 G dur op. 76.
Houslista Jicchak Perlman nahrál na svém albu Concertos from my Childhood jeho baletní hudbu Scène de ballet op. 100. Vznikla společně s orchestrem Juilliard School pod taktovkou dirigenta Lawrenca Fostera.
Barbara Barber vydala v její sérii „Solos for Young Violinists“ nahrávky s klavírním doprovodem a partitury první části skladatelova Koncertu č. 9 a moll op. 104 a baletní hudby Scène de ballet op. 100.
Nahrávky jeho koncertů a komorních skladeb vydalo také vydavatelství Naxos.
Schirmer publikoval partitury jeho Méthode de violon op. 102 a také 60 Etudes de Concert op. 123, zatímco Peters vydal známý kus pro housle a orchestr Scène de ballet op. 100 v úpravě pro housle a klavír.